# Château de Mons (Charente-Maritime)
Pour les articles homonymes, voir Château de Mons.
Le château de Mons est un édifice situé à Royan, dans le département français de la Charente-Maritime. Il s'agit de l'un des quatre monuments de la ville antérieurs au XIXe siècle à avoir survécu aux bombardements de 1945. 
Situé dans le quartier Saint-Pierre, il fut la propriété au XVIe siècle de Pierre Dugua de Mons, l'un des premiers explorateurs de la Nouvelle-France.

## Historique
Succédant à une maison noble appartenant au XVe siècle au prieur de Saint-Pierre de Royan, puis plus tard à Pierre Dugua de Mons, l'un des premiers explorateurs de la Nouvelle-France, il est vendu par ce dernier en 1599 afin de financer ses expéditions. Le château est acquis par François de Videgrain, seigneur de Belmont, avant de passer en 1646 à la famille Morineau, qui le conserve jusqu'en 1736. Le 5 juillet 1736, le château est racheté par Pierre Vallet de Salignac, un négociant originaire de Marennes enrichi par le commerce du sel. Son fils Nicolas-Thérèse Vallet de Salignac marque l'histoire de la commune en devenant en 1790 le premier maire de Royan. 

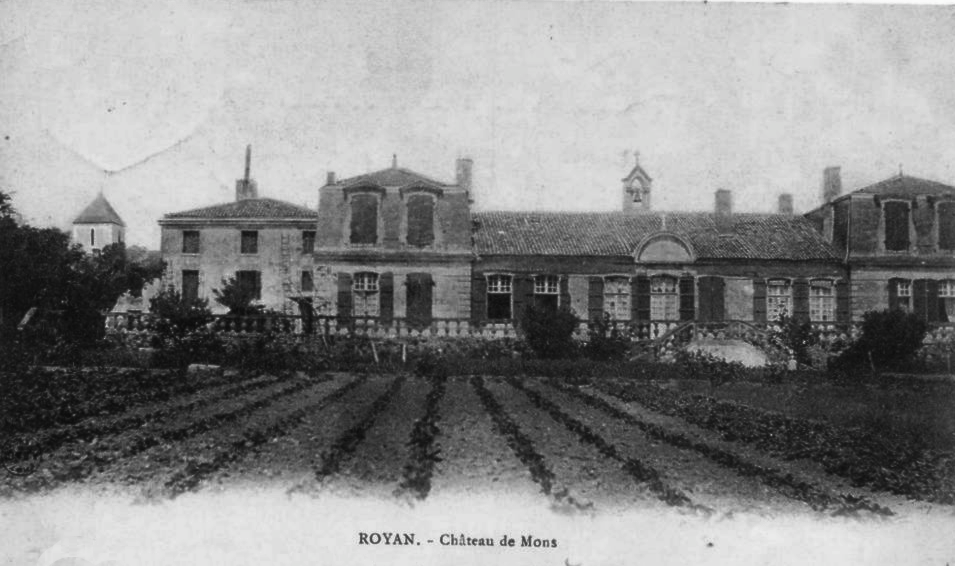
Le Château de Mons sur une carte postale ancienne.

L'édifice, œuvre de l'entrepreneur Pierre Caumont, est entièrement reconstruit à partir de 1737 dans un style inspiré par le classicisme. Les travaux sont achevés en 1745. Dans le courant du XIXe siècle, des travaux d'agrandissement sont entrepris. Vers 1919, le château est converti en un pensionnat de jeunes filles.
Les bombardements de 1945 détruisent partiellement le site. La reconstruction du château est confiée à l'architecte Marc Quentin.
Le 23 juin 1957, une plaque commémorative est apposée sur le mur extérieur du château. Celle-ci indique :
« Pierre du Gua, seigneur de Mons et de Royan. Vice amiral lieutenant général du Roy (1560-1628). Fondateur de l'Acadie et du Canada. Initiateur et financier des expéditions Champlain habita ces lieux. »
La cérémonie, présidée par le député-maire de Royan Max Brusset, est organisée en présence de l'ambassadeur du Canada en France Jean Desy.
Dans le courant des années 1980, la construction de plusieurs immeubles à proximité du site permet de mettre au jour des fondations attribuées à l'ancien château.
Depuis 2015, un établissement d'hébergement pour personnes âgées dépendantes occupe le bâtiment.